# Abre
Abre é o décimo-segundo álbum da carreira (o décimo-primeiro de estúdio) do roqueiro argentino Fito Páez. O álbum, que foi produzido por Phil Ramone, lançado em 1999, sob o selo Warner Music
No 1º Grammy Latino Anual, o álbum foi indicado para Melhor Álbum de Rock, enquanto a música "Al Lado del Camino" foi indicada para Canção do Ano e ganhou Melhor Canção de Rock e Melhor Performance Vocal de Rock Masculino. Por seu trabalho na parte técnica deste álbum, Frank Filipetti também recebeu uma indicação, na categoria "Melhor Engenharia de Som" por seu trabalho como engenheiro e mixador no álbum. Além disso, o álbum foi indicado para Melhor Rock Latino/Álbum Alternativo no 43º Grammy Awards, sendo Páez a primeira indicação ao Grammy, e somente até sua vitória por La Conquista del Espacio em 2021 na mesma categoria. Abre também foi indicado para Álbum do Ano no Premios Gardel em 2000, enquanto Phil Ramone foi indicado para Produtor do Ano por seu trabalho no álbum.
Na parte comercial, o álbum recebeu a certificação de disco de platina na Argentina em 2000, depois de vender mais de 40.000 cópias.

## Histórico
O álbum foi gravado no Circo Beat Studios e foi o primeiro álbum solo de Páez desde Circo Beat, lançado em 1994, antes de Abre, Páez trabalhou em Enemigos Íntimos, álbum colaborativo com o músico espanhol Joaquín Sabina. Abre estreou no Teatro Maipo em Buenos Aires, Argentina, onde Páez cantou as músicas do álbum ao lado de músicos como Guillermo Vadalá, Nicolás Ibarburu, Gonzalo Aloras, Claudio Cardone, Emmanuel Cauvet, Carlos Huerta, Juan Larrinaga e Adrián Elizarde. Para divulgar o álbum, Páez embarcou em uma turnê pela Argentina que começou em 21 de agosto de 1999, em Rosário, Santa Fé, sua cidade natal, e incluiu um show no Teatro Gran Rex de Buenos Aires.

## Composição e Gravação
É um álbum com músicas com letras longas e fortes, onde a voz está acima da música e mais notável que nos álbuns anteriores. É dominado por duas músicas com letras marcantes: "Al lado del camino" - primeiro corte da transmissão - e "La casa desaparecida". À distância é considerado um dos melhores álbuns de Páez.
O álbum foi apresentado sob o lema “Aberto: um pouco de teoria sobre o fim da razão”. A apresentação foi feita através de um recital organizado pelo próprio Páez no Teatro Maipo, em Buenos Aires, evitando assim dar entrevista coletiva. A mídia especializada, convidada especialmente para a ocasião, não hesitou em publicar que com este trabalho Páez voltou a ser o que era. “Eu deveria ser um cara que já tem 36 anos”, disse Páez, antes de iniciar a apresentação e lançar as doze músicas de seu novo trabalho.

## Recepção crítica
| Críticas profissionais | Críticas profissionais |
| Avaliações da crítica  | Avaliações da crítica  |
| Fonte                  | Avaliação              |
| ---------------------- | ---------------------- |
| Allmusic               | [ 10 ]                 |

Iván Adaime do AllMusic deu ao álbum três de cinco estrelas chamando-o de "álbum pop sofisticado e exuberantemente arranjado", ele também destacou a faixa-título como um dos momentos memoráveis do álbum, ele terminou a resenha escrevendo que "além de El Amor Después del Amor e Tercer Mundo, Abre é o melhor álbum gravado por Páez nos anos 90".

## Faixas
1. Abre (6:42)
2. Al lado del camino (5:28)
3. Dos en la Ciudad (5:42)
4. Es Sólo Una Cuestión de Actitud (4:50)
5. La Casa Desaparecida (11:28)
6. Tu Sonrisa Inolvidable (5:20)
7. Desierto (7:19)
8. Torre de Cristal (4:04)
9. Habana (5:47)
10. Ahí Voy (5:53)
11. La Despedida (4:57)
12. Buena Estrella (4:26)

## Créditos
Músicos
- Fito Páez: voz, piano e teclado
- Ulises Butrón: guitarras
- Gabriel Carámbula: guitarras
- Guillermo Vadalá: baixo, guitarra e teclado
- Shawn Pelton: bateria e loops
- Cláudio Cardone: teclados

Músicos convidados
- Néstor Marconi: bandoneon em "A Casa Desaparecida"
- Lucho González: violão em "Seu sorriso inesquecível"
- Hubert Reyes: percussão em "Seu sorriso inesquecível"
- Anita Álvarez de Toledo: coros em "Abre" e "Torre de Cristal"
- Frank Filipetti, Donna Kloepfer: backing vocals em "Abre" e "Boa Estrela"
- Fito, Mucci, Alan, Maquina e Ale: coros em "A Casa Desaparecida"
- Jeff Kievit: trompete
- Tim Ries: saxofone alto
- Dave Mann: saxofone alto
- Roger Rosenberg: sax barítono
- Mike Davis: trombones tenor
- Herb Besson: trombones baixos
- Robin Clark, Diva Gray, Curtis King, Mary Ellen Devaux, Tony Kadleck: trompetes
- Jim Hynes: trompete
- Andy Snitzer: sax tenor
- Rick DePofi: sax tenor
- Lawrence Feldman: sax tenor

Dados técnicos
- Produzido por Phil Ramone
- Produção executiva e contratados: JIll Dell'Abate (NYC) e Alejandro Avalis (BS.AS.).
- Gravado no Circo Beat Studios (BS.AS.) e Right Track Studios (NYC).
- Mixado no Right Track Studios (NYC).
- Engenheiro de gravação e mixagem: Frank Filipetti.
- Engenheiros assistentes: Mariano Rodríguez, Marcelo Infante (BS.AS.) e Brian Garten (NYC)
- Assistência Técnica: Horacio Faruolo, Hiper A. Rodríguez.
- Masterizado por Ted Jensen em Sterling Sound (NYC).
- Assistentes de produção: Macarena Amarante, Andrea Korosec e Ricardo Maril.
- Tradutores: Hugo Trovato (BS.AS.) e Alan Colvert (NYC)
- Design da capa: Ros
- Fotografia: Eduardo Martí
- Maquiagem: Oscar Mulet
- Penteado: Oscar (Roho)
- Assistência de produção fotográfica: Gonzalo Sierra

## Vendas e Certificações
| Ano  | Órgão | Certificação/Vendas | Vendas    |
| ---- | ----- | ------------------- | --------- |
| 2000 | CAPIF | platina             | 100,000 + |

## Prêmios e Indicações

### Grammy Latino

#### Álbum
| Ano  | Indicação            | Resultado | Ref.   |
| ---- | -------------------- | --------- | ------ |
| 2000 | Melhor Álbum de Rock | Indicado  | [ 13 ] |

#### Canções
| Ano  | Canção             | Indicação                        | Resultado | Ref.   |
| ---- | ------------------ | -------------------------------- | --------- | ------ |
| 2000 | Al lado del camino | Best Male Rock Vocal Performance | Venceu    | [ 14 ] |
| 2000 | Al lado del camino | Best Rock Song                   | Venceu    | [ 14 ] |